# Municipio de Samayac
Municipio de Samayac är en kommun i Guatemala.   Den ligger i departementet Departamento de Suchitepéquez, i den sydvästra delen av landet, 100 km väster om huvudstaden Guatemala City.